# Gle Rabeue
Gle Rabeue är ett berg i Indonesien.   Det ligger i provinsen Aceh, i den västra delen av landet, 1 800 km nordväst om huvudstaden Jakarta. Toppen på Gle Rabeue är 771 meter över havet, eller 276 meter över den omgivande terrängen. Bredden vid basen är 2,9 km.
Terrängen runt Gle Rabeue är varierad.Runt Gle Rabeue är det ganska tätbefolkat, med 58 invånare per kvadratkilometer. I omgivningarna runt Gle Rabeue växer i huvudsak städsegrön lövskog.